# August Chauvin

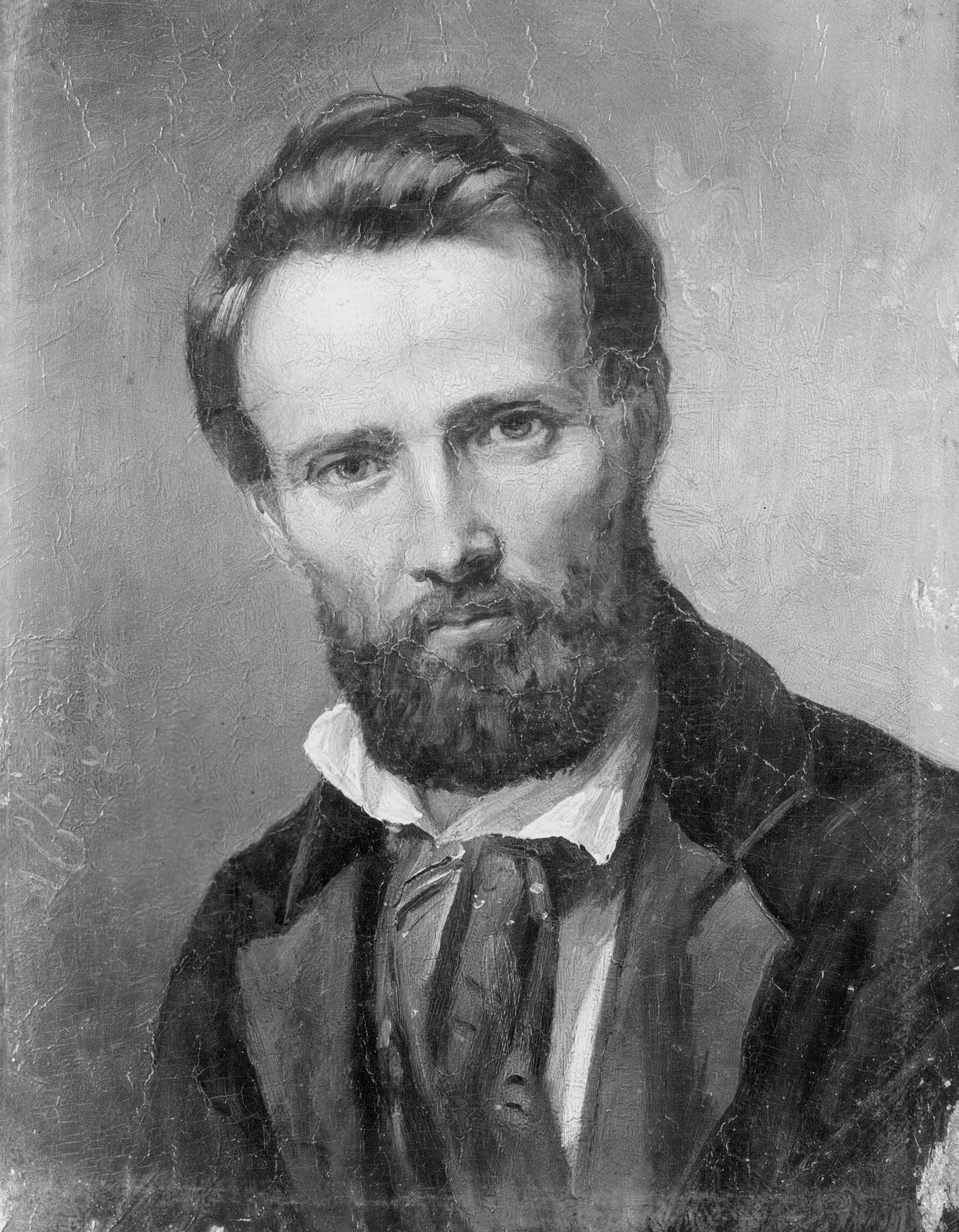
Selbstporträt, um 1850

August Adolf Chauvin, auch Auguste Chauvin (* 25. Oktober 1810 in Lüttich; † 29. Mai 1884 ebenda), war ein belgischer Historien-, Genre- und Porträtmaler der Romantik sowie langjähriger Direktor der Kunstakademie Lüttich.

## Leben
Chauvin war der Sohn von Pierre Jean Jaques Chauvin (* 1786) und dessen Ehefrau Marie Antoinette, geborene Piermont. Sein Vater hatte 1816 eine Stelle als Arresthausinspektors in Aachen angetreten. Ein Bruder Chauvins war der spätere preußische Generalleutnants Franz von Chauvin.
August Chauvin besuchte in Aachen nach Abschluss des Gymnasiums die Provinzialgewerbeschule, wo er schon bald auch als Hilfslehrer eingesetzt wurde. In dieser Zeit schloss er sich in Gemeinschaft mit Alfred Rethel auch der Aachener Zeichenschule unter Johann Baptist Joseph Bastiné an. Chauvin verfolgte seine künstlerische Laufbahn jedoch zunächst nicht weiter, sondern begann wenig später mit dem Studium der Architektur und war aus finanziellen Gründen nebenbei etwa vier Jahre lang als Maurermeister tätig. Diese Arbeit füllte ihn aber auf Dauer nicht aus und er strebte wieder danach, seine künstlerische Laufbahn fortzusetzen.
So wechselte er im Jahre 1831 zu Wilhelm Schadow und Theodor Hildebrandt an die Düsseldorfer Kunstakademie, die von seinem Talent besonders angetan waren. Schon im Schuljahr 1833/1834 rückte er in die erste Klasse der Maler ein, wo er bis zu seinem Abgang im Jahr 1839 blieb. Auf Grund ständigen Geldmangels war Chauvin gezwungen, eine Stelle als privater Zeichenlehrer für den Naturforscher Prinz Maximilian zu Wied-Neuwied anzunehmen, nachdem dieser von seiner Nordamerikaexpedition nach Deutschland zurückgekehrt und dessen bisheriger künstlerischer Expeditionsmitarbeiter und Illustrator seiner Publikationen Karl Bodmer 1835 nach Paris ausgewandert war. Diese tageweise Aufgabe füllte Chauvin bis 1841 aus, wobei er aber weiterhin auch in Düsseldorf aktiv war. Er schloss sich der von Schadow geleiteten Düsseldorfer Malerschule an und freundete sich vor allem mit dem Maler Christian Köhler an, auf dessen Veranlassung hin die Gruppe um Schadow zwischenzeitlich eine Studienfahrt nach Belgien unternahm, der sich auch Chauvin anschloss und dabei die Rolle eines Reiseführers übernahm. Angetan von den Werken altflandrischer Meister, fertigte Chauvin in der Folgezeit eine Reihe meisterlicher Werke noch ganz im Sinne der Schadow’schen Schule mit nazarenischer Ausrichtung an. Seine frühen Historienbilder weisen einen Einfluss von Carl Friedrich Lessing auf.
Obwohl sich Chauvin in Düsseldorf äußerst heimisch fühlte, folgte er 1841 einem Ruf der Kunstakademie Lüttich. Jahrelang von Geldsorgen geplant, brachte ihm die Lehrtätigkeit an der Akademie seiner Heimatstadt größere soziale Sicherheit als das Leben eines freien Künstlers in Düsseldorf. Sein so gesichertes Auskommen ermöglichte es ihm auch, 1841 in Koblenz Minna Buschbeck zu heiraten, eine Tochter des preußischen Ingenieuroffiziers Heinrich Adolph Buschbeck und Schwester des deutschamerikanischen Offiziers Adolph Buschbeck.

August Chauvin als Direktor der Kunstakademie Lüttich, Karikatur von Victor Lemaître (1842–1880), Le Rasoir, 1873

Im Jahre 1856 übernahm ihn die Akademie als ihren Interimsdirektor und beförderte ihn zwei Jahre später als Nachfolger von Barthélemy Vieillevoye zum Direktor. Dieses Amt verwaltete Chauvin bis zu seinem Ruhestand im Jahre 1880 und wurde anschließend zum Ehrendirektor ernannt. Chauvin galt als ein warmherziger und beliebter Lehrer, der durch seine künstlerischen und pädagogischen Fähigkeiten an der Entwicklung seiner Schüler und der belgischen Kunst maßgeblichen Anteil hatte. Einige seiner Schüler ermutigte er zu einem Wechsel an die Düsseldorfer Akademie, was spätere Chronisten der belgischen Malerei des 19. Jahrhunderts zu dem Vorwurf veranlasste, er habe seine Position dazu genutzt, einseitig den nazarenischen Stil in Lüttich zu lancieren.
1848 errang er auf der Brüsseler Exposition triennale die große silberne Medaille für sein Bildnis des berühmten Kanzelredners Pater Lacordaire (gestochen von Xaver Steifensand) und das große Historienbild Die letzte Zusammenkunft der Bürgermeister Beeckman und Laruelle im Rathaus zu Lüttich. Einen bedeutenden Erfolg erzielte er auch auf der Antwerpener Ausstellung von 1861 mit dem Gemälde Der heilige Bischof Lambert von Lüttich wirft Pippin von Herstal während eines Gastmahles ein unsittliches Leben vor (Saint-Lambert au banquet de Pépin d’Herstal). Dieses Bild war 1862 auf der Berliner Akademie ausgestellt, wo Chauvin auch 1836 und 1838 vertreten war. 1851 beschickte er die Ausstellung der Londoner Royal Academy of Arts mit drei Arbeiten. Für seine vielseitigen Verdienste erhielt Chauvin im Jahre 1861 das Ritterkreuz des Leopoldsordens und wurde als korrespondierendes Mitglied in die Königliche Akademie der Wissenschaften und Schönen Künste von Belgien aufgenommen.
Nach seinem Tod am 29. Mai 1884 fand in Lüttich eine groß angelegte Beerdigungsfeier statt, an der neben den offiziellen Vertretern der Akademie auch Abordnungen staatlicher und militärischer Behörden sowie zahlreiche Zeitgenossen und Weggefährten Chauvins teilnahmen.
Der Kunstkritiker Ernst Förster vermerkte über ihn, gemäß Johannes Fey in einem Abschnitt über diesen Künstler in seiner Publikation, dass Chauvin bemüht gewesen war, Aspekte der deutschen Kunst, vornehmlich der Düsseldorfer Schule, in Belgien bekannt zu machen, und gleichzeitig preußische Tugenden mit französischer Lebendigkeit und Leichtigkeit zu verknüpfen. Dabei sei es ihm gelungen, an seiner Akademie die Lebensumstände einer durch Stahlindustrie und Bergbau geprägten Gesellschaft besonders zu berücksichtigen. Chauvin habe zudem großen Wert auf einen wissenschaftlich begründeten Unterricht gelegt, was sowohl für zukünftige Künstler als auch für kunstinteressierte Handwerker von Nutzen sein sollte.

## Werke (Auswahl)

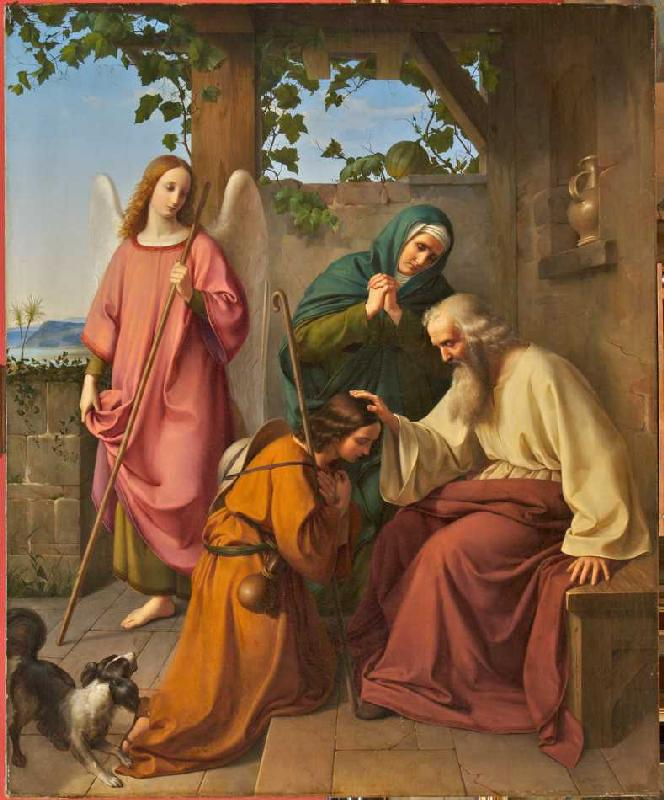
Der Abschied des Tobias von seinem blinden Vater

- Abschied des Tobias von seinem blinden Vater
- Der Falkenjunge in mittelalterliche Tracht
- Gebet des Moses
- Ruhe auf der Flucht nach Ägypten
- Die Baumläufer
- Hagar in der Wüste
- Begräbnis der hl. Nothburga
- Bergpredigt, 1842
- Die letzte Zusammenkunft der Bürgermeister Beeckman und Laruelle im Rathaus zu Lüttich (1631), 1847, Bildthema mit nationalromantischer Bedeutung für das Königreich Belgien, Historienbild im Stil und in der Nachfolge Carl Friedrich Lessings[7]
- Flucht nach Ägypten, 1849
- Selbstbildnis, 1850
- Anbetung der Könige
- Die drei Marien am Grab
- Bekehrung des Saulus
- Der heilige Bischof Lambert von Lüttich wirft Pippin von Herstal während eines Gastmahles ein unsittliches Leben vor
- Judas Iscariot
- Porträt des Bürgermeisters Louis Jamme (1830–1838), 1878